# HDR-Syndrom
Das HDR-Syndrom, Akronym für Hypoparathyreoidismus – Schwerhörigkeit (Deafness) – Renale Fehlbildung ist eine sehr seltene angeborene Erkrankung mit den namensgebenden Hauptmerkmalen.
Synonyme sind:  englisch Hypoparathyroidism, sensorineural deafness, and renal dysplasia; Barakat Syndrome; Nephrosis, Nerve Deafness, And Hypoparathyroidism
Die Namensbezeichnung bezieht sich auf den Erstautor der Erstbeschreibung aus dem Jahre 1977 durch den libanesisch-US-amerikanischen Pädiater Amin J. Barakat und Mitarbeiter.

## Verbreitung
Die Häufigkeit ist nicht bekannt, bislang wurde über etwa 180 Betroffene berichtet. Die Vererbung erfolgt autosomal-dominant.

## Ursache
Der Erkrankung liegen hauptsächlich Mutationen im GATA3-Gen am Chromosom 10 am Genort p14 zugrunde, welches für den T-zell-spezifischen Transkriptionsfaktor GATA-3 kodiert.

## Klinische Erscheinungen
Klinische Kriterien sind:
- Hypoparathyreoidismus (in 93 %) mit Hypokalzämie, Tetanie Krampfanfällen
- Schallempfindungs-Schwerhörigkeit meist beidseitig von unterschiedlicher Schwere (in 96 %)
- Nierenanomalien unterschiedlichster Arten (in 72 %)

Hinzu können weitere Fehlbildungen wie Uterus- oder Vaginalatresie, Morbus Hirschsprung, Augenveränderungen wie Retinopathia pigmentosa, Nystagmus, Pseudopapillenödem, Ptosis, oder Entwicklungsverzögerungen kommen.

## Diagnose
Die Diagnose ergibt sich aus der Kombination klinischer Befunde. Allerdings findet sich nur bei zwei Drittel der Betroffene die vollständige Trias an Symptomen.

## Differentialdiagnostik
Abzugrenzen sind Familiärer Idiopathischer Hypoparathyreoidismus; progressive sensorineurale Taubheit ohne Nierenerkrankung; autosomal-rezessive Hypoparathyreoidismus mit Niereninsuffizienz und Entwicklungsverzögerung sowie das Mikrodeletionssyndrom 22q11.

## Therapie
Die Behandlung bezieht sich auf die jeweiligen Leitbefunde, s. dort.